# Unknown
«Unknown» (другое название — «Unknown Worlds») — американский литературный журнал, выходивший под редакцией Джона Кэмпбелла в 1939—1943 годах и оказавший огромное влияние на формирование фэнтези как самостоятельного направления коммерческой литературы.

## История журнала

### Предшественники
В мае 1923 года вышел первый номер Weird Tales издательства Rural Publications в Чикаго. Weird Tales был массовым журналом, специализирующимся на фэнтезийных историях и материалах, которые не принял бы ни один другой журнал. Первоначально он не имел успеха, но к 1930-м годам зарекомендовал себя и регулярно публиковал научную фантастику, а также фэнтези. Weird Tales был первым журналом, посвящённым исключительно фэнтези, и оставался ведущим журналом в этой области более десяти лет.
Тем временем, с появлением в 1926 году журнала «Amazing Stories» под редакцией Хьюго Гернсбека, научная фантастика начала позиционироваться как отдельный жанр. В 1930 году издательство Clayton Publications запустило новый журнал под названием «Astounding Stories of Super Science», но банкротство компании в 1933 году привело к приобретению журнала издательством Street & Smith. Название было сокращено до Astounding Stories, и в течение следующих нескольких лет под редакцией Ф. Орлина Тремейна он стал ведущим журналом в области научной фантастики. В конце 1937 года Джон Кэмпбелл занял пост редактора.

### Журнал «Unknown»
Первый номер «Unknown» вышел в марте 1939 года. Журнал выходил ежемесячно до конца 1940 года с цветной иллюстрацией на обложке; в 1941—1943 году — один номер в два месяца. С июля 1941 года журнал выходил без иллюстрации и с анонсами основных публикаций на обложке, а к названию было добавлено пояснение «Fantasy Fiction». С октябрьского номера название поменялось на «Unknown Worlds» (изменения названия обусловлены, в частности, тем, что читатели регулярно приводили в растерянность продавцов прессы, спрашивая у них «unknown magazine» — «неизвестно какой журнал»).
В 1943 году из-за вызванного войной государственного рационирования бумаги журналом пришлось пожертвовать для того, чтобы не менять периодичность выхода «головного» журнала Кэмпбелла «Astounding».
В 1948 году компания Street and Smith выпустила антологию «From Unknown Worlds», составленную Кэмпбеллом из рассказов, ранее опубликованных в журнале. Этот выпуск должен был показать, как читатели воспримут возрождение журнала, однако отклик был невелик.

## Публикации
«Unknown» публиковал в основном произведения, которые можно считать переходными между научной фантастикой и фэнтези (лучше всего им соответствует англоязычный термин science fantasy), часто написанные в юмористическом ключе. Один из наиболее распространённых приёмов, использовавшихся авторами журнала — помещение какого-то сказочного или мифического существа или предмета в реальный мир, или же, наоборот, отправка современного человека в мир магии.
В журнале были представлены многие авторы «кэмпбелловской» обоймы. Среди публиковавшихся в журнале наиболее известных произведений «Барьер зла» (Sinister Barrier) Эрика Фрэнка Рассела, повести Л. Спрэга де Кампа и Флетчера Прэтта, составившие цикл о Гарольде Ши, «Магия инкорпорейтед» (Magic, Inc.) Роберта Хайнлайна, «Темнее, чем ты думаешь» (Darker Than Your Think) Джека Уильямсона, «Жена-колдунья» (Conjure Wife) Фрица Лейбера. Особенно часто публиковались в журнале стилизованные под «арабские фэнтези» произведения Л. Рона Хаббарда.
В «Unknown» дебютировали в фантастике Фриц Лейбер, Теодор Старджон и Джеймс Шмиц.